# Homoeonema platygonum
Homoeonema platygonum är en nässeldjursart som beskrevs av Browne 1903. Homoeonema platygonum ingår i släktet Homoeonema och familjen Rhopalonematidae. Inga underarter finns listade i Catalogue of Life.